# جون كوبر (منافس ألعاب قوى)
جون كوبر (بالإنجليزية: John Cooper)‏ هو منافس ألعاب قوى بريطاني، ولد في 18 ديسمبر 1940 في هيرفوردشير في المملكة المتحدة، وتوفي في 3 مارس 1974 في باريس في فرنسا.

## وصلات خارجية
- جون كوبر على موقع الاتحاد الدولي لألعاب القوى (الإنجليزية)
- جون كوبر على موقع اللجنة الأولمبية الدولية (الإنجليزية)
- جون كوبر على موقع أوليمبيديا (الإنجليزية)
- جون كوبر على موقع اللجنة الأولمبية البريطانية (الإنجليزية)